# Elattoneura souteri
Elattoneura souteri – gatunek ważki z rodziny pióronogowatych (Platycnemididae). Znany jedynie z dwóch miejsc w Ghatach Zachodnich w południowo-zachodnich Indiach.